# WTA Tour 1973
Die WTA Tour 1973 (offiziell: Virginia Slims Circuit und Commercial Union Grand Prix) war der 3. Jahrgang der Damentennis-Turnierserie.
Der Teamwettbewerb Federation Cup wird wie die Grand-Slam-Turniere nicht von der WTA, sondern von der ITF organisiert. Er wird dennoch aufgeführt, da die Spitzenspielerinnen auch dort in der Regel spielen.

## Turnierplan
| Kategorie                    |
| ---------------------------- |
| Grand Slam                   |
| Virginia Slims Championships |
| Virginia Slims Circuit       |
| Commercial Union Grand Prix  |
| Non-Tour Events              |

| Sonstige       |
| -------------- |
| Federation Cup |

### Dezember
| Datum 1 | Turnier                                                | Siegerin                     | Finalgegnerin               | Ergebnis |
| ------- | ------------------------------------------------------ | ---------------------------- | --------------------------- | -------- |
| 26.12.  | Australian Open Melbourne, Australien Grand Slam Rasen | Margaret Court               | Evonne Goolagong            | 6:4, 7:5 |
| 26.12.  | Australian Open Melbourne, Australien Grand Slam Rasen | Margaret Court Virginia Wade | Kerry Harris Kerry Melville | 6:4, 6:4 |

### Januar
| Datum 1 | Turnier | Siegerin                   | Finalgegnerin                    | Ergebnis      |
| ------- | --- | -------------------------- | -------------------------------- | ------------- |
| 15.01.  | British Motor Cars Invitation San Francicsco, Vereinigte Staaten Virginia Slims Circuit – 25.000 $ Hartplatz | Margaret Court             | Kerry Melville                   | 6:3, 6:3      |
| 15.01.  | British Motor Cars Invitation San Francicsco, Vereinigte Staaten Virginia Slims Circuit – 25.000 $ Hartplatz | Margaret Court Lesley Hunt | Wendy Overton Valerie Ziegenfuss | 6:1, 7:5      |
| 22.01.  | British Motor Cars Tournament Los Angeles, Vereinigte Staaten Virginia Slims Circuit – 25.000 $              | Margaret Court             | Nancy Richey                     | 7:5, 6:7, 7:5 |
| 22.01.  | British Motor Cars Tournament Los Angeles, Vereinigte Staaten Virginia Slims Circuit – 25.000 $              | Rosie Casals Julie Heldman | Margaret Court Lesley Hunt       | Aufgabe       |
| 29.01.  | Virginia Slims of Washington Washington, Vereinigte Staaten Virginia Slims Circuit – 25.000 $ Teppich        | Margaret Court             | Kerry Melville                   | 6:1, 6:2      |
| 29.01.  | Virginia Slims of Washington Washington, Vereinigte Staaten Virginia Slims Circuit – 25.000 $ Teppich        | Rosie Casals Julie Heldman | Kerry Harris Kerry Melville      | 6:3, 6:3      |

### Februar
| Datum 1 | Turnier | Siegerin                      | Finalgegnerin                 | Ergebnis      |
| ------- | --- | ----------------------------- | ----------------------------- | ------------- |
| 05.02.  | Barnett Banks Classic Miami, Vereinigte Staaten Virginia Slims Circuit – 30.000 $                          | Margaret Court                | Kerry Melville                | 4:6, 6:1, 7:5 |
| 05.02.  | Barnett Banks Classic Miami, Vereinigte Staaten Virginia Slims Circuit – 30.000 $                          | Françoise Dürr Betty Stöve    | Rosie Casals Billie Jean King | 4:6, 6:2, 6:3 |
| 19.02.  | Virginia Slims of Indianapolis Indianapolis, Vereinigte Staaten Virginia Slims Circuit – 25.000 $          | Billie Jean King              | Rosie Casals                  | 5:7, 6:2, 6:4 |
| 19.02.  | Virginia Slims of Indianapolis Indianapolis, Vereinigte Staaten Virginia Slims Circuit – 25.000 $          | Rosie Casals Billie Jean King | Margaret Court Lesley Hunt    | 7.6, 6:4      |
| 26.02.  | Virginia Slims of Detroit Detroit, Vereinigte Staaten Virginia Slims Circuit – 25.000 $                    | Margaret Court                | Kerry Melville                | 7:6, 6:3      |
| 26.02.  | Virginia Slims of Detroit Detroit, Vereinigte Staaten Virginia Slims Circuit – 25.000 $                    | Rosie Casals Billie Jean King | Karen Krantzcke Betty Stöve   | 6:3, 3:6, 6:1 |
| 26.02.  | USLTA Fort Lauderdale Fort Lauderdale, Vereinigte Staaten Commercial Union Grand Prix – 20.000 $ Sandplatz | Chris Evert                   | Virginia Wade                 | 6:1, 6:2      |
| 26.02.  | USLTA Fort Lauderdale Fort Lauderdale, Vereinigte Staaten Commercial Union Grand Prix – 20.000 $ Sandplatz | Gail Chanfreau Virginia Wade  | Evonne Goolagong Janet Young  | 4:6, 6:3, 6:2 |

### März
| Datum 1 | Turnier                                                                                             | Siegerin                       | Finalgegnerin                   | Ergebnis      |
| ------- | --------------------------------------------------------------------------------------------------- | ------------------------------ | ------------------------------- | ------------- |
| 05.03.  | Maureen Connally Memorial Dallas, Vereinigte Staaten Commercial Union Grand Prix – 20.000 $ Teppich | Virginia Wade                  | Evonne Goolagong                | 6:4, 6:1      |
| 05.03.  | Maureen Connally Memorial Dallas, Vereinigte Staaten Commercial Union Grand Prix – 20.000 $ Teppich | Evonne Goolagong Janet Young   | Gail Chanfreau Virginia Wade    | 6:3, 6:2      |
| 05.03.  | Virginia Slims of Chicago Chicago, Vereinigte Staaten Virginia Slims Circuit – 30.000 $ Teppich     | Margaret Court                 | Billie Jean King                | 6:2, 4:6, 6:4 |
| 05.03.  | Virginia Slims of Chicago Chicago, Vereinigte Staaten Virginia Slims Circuit – 30.000 $ Teppich     | Rosie Casals Billie Jean King  | Karen Krantzcke Betty Stöve     | 6:4, 6:2      |
| 12.03.  | U.S. Indoors Boston, Vereinigte Staaten Commercial Union Grand Prix Teppich                         | Evonne Goolagong               | Virginia Wade                   | 6:4, 6:4      |
| 12.03.  | U.S. Indoors Boston, Vereinigte Staaten Commercial Union Grand Prix Teppich                         | Marina Kroschina Olga Morosowa | Evonne Goolagong Janet Young    | 6:2, 6:4      |
| 12.03.  | Virginia Slims of Richmond Richmond, Vereinigte Staaten Virginia Slims Circuit – 25.000 $           | Margaret Court                 | Janet Newberry                  | 6:2, 6:1      |
| 12.03.  | Virginia Slims of Richmond Richmond, Vereinigte Staaten Virginia Slims Circuit – 25.000 $           | Margaret Court Lesley Hunt     | Karen Krantzcke Betty Stöve     | 6:2, 7:6      |
| 19.03.  | Akron Indoors Akron, Vereinigte Staaten Commercial Union Grand Prix – 20.000 $ Teppich              | Chris Evert                    | Olga Morosowa                   | 6:3, 6:4      |
| 19.03.  | Akron Indoors Akron, Vereinigte Staaten Commercial Union Grand Prix – 20.000 $ Teppich              | Patti Hogan Sharon Walsh       | Patricia Bostrom Michele Gurdal | 7:5, 6:4      |
| 26.03.  | Lady Gotham Tournament New York City, Vereinigte Staaten Commercial Union Grand Prix – 20.000 $     | Chris Evert                    | Katja Ebbinghaus                | 6:0, 6:4      |
| 26.03.  | Virginia Slims of Tucson Tucson, Vereinigte Staaten 25.000 $                                        | Kerry Melville                 | Nancy Gunter                    | 6:3, 6:3      |
| 26.03.  | Virginia Slims of Tucson Tucson, Vereinigte Staaten 25.000 $                                        | Janet Newberry Pam Teeguarden  | Karen Krantzcke Betty Stöve     | 3:6, 7:6, 7:5 |

### April
| Datum 1 | Turnier | Siegerin                      | Finalgegnerin                        | Ergebnis      |
| ------- | --- | ----------------------------- | ------------------------------------ | ------------- |
| 02.04.  | Max-Pax Coffee Classic Philadelphia, Vereinigte Staaten Virginia Slims Circuit – 50.000 $ Hartplatz                       | Margaret Court                | Kerry Harris                         | 6:1, 6:0      |
| 02.04.  | Max-Pax Coffee Classic Philadelphia, Vereinigte Staaten Virginia Slims Circuit – 50.000 $ Hartplatz                       | Margaret Court Lesley Hunt    | Françoise Dürr Betty Stöve           | 6:1, 3:6, 6:2 |
| 02.04.  | USLTA Sarasota Sarasota, Vereinigte Staaten Commercial Union Grand Prix – 20.000 $                                        | Chris Evert                   | Evonne Goolagong                     | 6:3, 6:2      |
| 02.04.  | USLTA Sarasota Sarasota, Vereinigte Staaten Commercial Union Grand Prix – 20.000 $                                        | Patti Hogan Sharon Walsh      | Martina Navrátilová Marie Neumannová | 4:6, 6:0, 6:3 |
| 09.04.  | Virginia Slims of Boston Boston, Vereinigte Staaten Virginia Slims Circuit – 25.000 $                                     | Margaret Cout                 | Billie Jean King                     | 6:2, 6:4      |
| 09.04.  | Virginia Slims of Boston Boston, Vereinigte Staaten Virginia Slims Circuit – 25.000 $                                     | Rosie Casals Billie Jean King | Françoise Dürr Betty Stöve           | 6:4, 6:2      |
| 09.04.  | USLTA Miami Beach Miami, Vereinigte Staaten Commercial Union Grand Prix – 20.000 $ Sandplatz                              | Chris Evert                   | Evonne Goolagong                     | 3:6, 6:3, 6:2 |
| 16.04.  | Virginia Slims of Jacksonville Jacksonville, Vereinigte Staaten Virginia Slims Circuit – 25.000 $                         | Margaret Court                | Rosie Casals                         | 5:7, 6:3, 6:1 |
| 16.04.  | Virginia Slims of Jacksonville Jacksonville, Vereinigte Staaten Virginia Slims Circuit – 25.000 $                         | Rosie Casals Billie Jean King | Françoise Dürr Betty Stöve           | 7:6, 5:7, 6:3 |
| 16.04.  | St. Petersburg Masters Invitational Saint Petersburg, Vereinigte Staaten Commercial Union Grand Prix – 20.000 $ Sandplatz | Chris Evert                   | Evonne Goolagong                     | 6:2, 0:6, 6:4 |
| 16.04.  | St. Petersburg Masters Invitational Saint Petersburg, Vereinigte Staaten Commercial Union Grand Prix – 20.000 $ Sandplatz | Chris Evert Jeanne Evert      | Evonne Goolagong Janet Young         | 6:2, 7:6      |
| 30.04.  | Family Circle Cup Hilton Head Island, Vereinigte Staaten Virginia Slims Circuit – 90.000 $ Sandplatz                      | Rosie Casals                  | Nancy Gunter                         | 3:6, 6:1, 7:5 |
| 30.04.  | Family Circle Cup Hilton Head Island, Vereinigte Staaten Virginia Slims Circuit – 90.000 $ Sandplatz                      | Françoise Dürr Betty Stöve    | Rosie Casals Billie Jean King        | 3:6, 6:4, 6:2 |
| 30.04.  | Federation Cup Finale Bad Homburg, Bundesrepublik Deutschland Sandplatz                                                   | Gewonnen Australien           | Verloren Südafrika                   | 3:0           |

### Mai
| Datum 1 | Turnier                                                                                                 | Sieger(in)                                                 | Finalgegner(in)                  | Ergebnis      |
| ------- | --- | ---------------------------------------------------------- | -------------------------------- | ------------- |
| 07.05.  | Rothmans GBR Hard Court Championships Bournemouth, Großbritannien Commercial Union Grand Prix Hartplatz | Virginia Wade                                              | Evonne Goolagong                 | 6:4, 6:4      |
| 07.05.  | Rothmans GBR Hard Court Championships Bournemouth, Großbritannien Commercial Union Grand Prix Hartplatz | Patricia Coleman Wendy Turnbull                            | Evonne Goolagong Janet Young     | 7:5, 7:5      |
| 14.05.  | Mercedes-Benz Open Lee-on-the-Solent, Großbritannien Non-Tour Event                                     | Evonne Goolagong                                           | Pat Walkden                      | 6:3, 6:2      |
| 14.05.  | Mercedes-Benz Open Lee-on-the-Solent, Großbritannien Non-Tour Event                                     | Evonne Goolagong Janet Young                               | Jackie Fayter-Hough Peggy Michel | 6:1, 6:2      |
| 14.05.  | Rothmans Surrey Hardcourt Championships Guildford, Großbritannien Non-Tour Event Hartplatz              | Dianne Balestrat                                           | Kazuka Sawamatsu                 | 7:5, 6:3      |
| 14.05.  | Rothmans Surrey Hardcourt Championships Guildford, Großbritannien Non-Tour Event Hartplatz              | Patti Hogan Sharon Walsh gegen Lesley Charles Glynis Coles |                                  | Abgesagt      |
| 21.05.  | French Open Paris, Frankreich Grand Slam Sandplatz (Rot)                                                | Margaret Court                                             | Chris Evert                      | 6:7, 7:6, 6:4 |
| 21.05.  | French Open Paris, Frankreich Grand Slam Sandplatz (Rot)                                                | Margaret Court Virginia Wade                               | Françoise Dürr Betty Stöve       | 6:2, 6:3      |
| 21.05.  | French Open Paris, Frankreich Grand Slam Sandplatz (Rot)                                                | Françoise Dürr Jean-Claude Barclay                         | Betty Stöve Patrice Dominguez    | 6:1, 6:4      |

### Juni
| Datum 1 | Turnier | Sieger(in)                     | Finalgegner(in)                     | Ergebnis      |
| ------- | --- | ------------------------------ | ----------------------------------- | ------------- |
| 04.06.  | Italian Open Rom, Italien Commercial Union Grand Prix Sandplatz                                                                | Evonne Goolagong               | Chris Evert                         | 7:6, 6:0      |
| 04.06.  | Italian Open Rom, Italien Commercial Union Grand Prix Sandplatz                                                                | Olga Morosowa Virginia Wade    | Martina Navrátilová Renáta Tomanová | 3:6, 6:2, 7:5 |
| 04.06.  | Rothmans Championships Chichester, Großbritannien Non-Tour Event Rasen                                                         | Dianne Balestrat               | Brigette Cuypers                    | 6:1, 6:0      |
| 04.06.  | Rothmans Championships Chichester, Großbritannien Non-Tour Event Rasen                                                         | Julie Heldman Ann Kiyomura     | Jackie Fayter Peggy Michel          | 7:5, 6:3      |
| 11.06.  | John Player Nottingham, Großbritannien Commercial Union Grand Prix                                                             | Billie Jean King               | Virginia Wade                       | 8:6, 6:4      |
| 11.06.  | John Player Nottingham, Großbritannien Commercial Union Grand Prix                                                             | Rosie Casals Billie Jean King  | Chris Evert Betty Stöve             | 6:2, 9:7      |
| 11.06.  | Internationale Tennismeisterschaften von Deutschland Hamburg, Bundesrepublik Deutschland Commercial Union Grand Prix Sandplatz | Helga Masthoff                 | Pat Walkden                         | 6:4, 6:1      |
| 11.06.  | Internationale Tennismeisterschaften von Deutschland Hamburg, Bundesrepublik Deutschland Commercial Union Grand Prix Sandplatz | Helga Masthoff Heide Orth      | Kristien Kemmer Laura Rossouw       | 6:1, 6:2      |
| 11.06.  | Green Shield Kent Championships Beckenham, Großbritannien Non-Tour Event                                                       | Dianne Balestrat               | Janet Newberry                      | 7:5, 0:6, 6:1 |
| 11.06.  | Green Shield Kent Championships Beckenham, Großbritannien Non-Tour Event                                                       | Marina Kroschina Olga Morosowa | Jackie Fayter Peggy Michel          | 8:6, 6:3      |
| 18.06.  | Rothmans Grass Court Championships London, Großbritannien Commercial Union Grand Prix Rasen                                    | Olga Morosowa                  | Evonne Goolagong                    | 6:2, 6:3      |
| 18.06.  | Rothmans Grass Court Championships London, Großbritannien Commercial Union Grand Prix Rasen                                    | Rosie Casals Billie Jean King  | Françoise Dürr Betty Stöve          | 4:6, 6:3, 7:5 |
| 25.06.  | Wimbledon Championships Wimbledon, Großbritannien Grand Slam Rasen                                                             | Billie Jean King               | Chris Evert                         | 6:0, 7:5      |
| 25.06.  | Wimbledon Championships Wimbledon, Großbritannien Grand Slam Rasen                                                             | Rosie Casals Billie Jean King  | Françoise Dürr Betty Stöve          | 6:1, 4:6, 7:5 |
| 25.06.  | Wimbledon Championships Wimbledon, Großbritannien Grand Slam Rasen                                                             | Billie Jean King Owen Davidson | Janet Newberry Raúl Ramírez         | 6:3, 6:2      |

### Juli
| Datum 1 | Turnier                                                                                     | Siegerin                                                      | Finalgegnerin                  | Ergebnis       |
| ------- | ------------------------------------------------------------------------------------------- | ------------------------------------------------------------- | ------------------------------ | -------------- |
| 09.07.  | Carroll’s Irish Open Dublin, Irland Commercial Union Grand Prix                             | Margaret Court                                                | Virginia Wade                  | 6:2, 6:4       |
| 09.07.  | Carroll’s Irish Open Dublin, Irland Commercial Union Grand Prix                             | Margaret Court Virginia Wade                                  | Helen Gourlay Karen Krantzcke  | 8:6, 3:6, 6:4  |
| 09.07.  | Düsseldorf Open Düsseldorf, Bundesrepublik Deutschland Commercial Union Grand Prix          | Helga Masthoff                                                | Evonne Goolagong               | 6:4, 6:4       |
| 09.07.  | Düsseldorf Open Düsseldorf, Bundesrepublik Deutschland Commercial Union Grand Prix          | Evonne Goolagong Janet Young gegen Helga Masthoff Heide Orth  |                                | Abgesagt       |
| 09.07.  | Green Shild Welsh Championships Newport, Großbritannien Non-Tour Event                      | Julie Heldman                                                 | Dianne Balestrat               | 1:6, 6:1, 11:9 |
| 09.07.  | Green Shild Welsh Championships Newport, Großbritannien Non-Tour Event                      | Patti Hogan Sharon Walsh gegen Dianne Balestrat Julie Heldman |                                | Abgesagt       |
| 16.07.  | Rothmans North of England Championships Hoylake, Großbritannien Commercial Union Grand Prix | Patti Hogan                                                   | Sharon Walsh                   | 11:9, 4:6, 6:4 |
| 16.07.  | Rothmans North of England Championships Hoylake, Großbritannien Commercial Union Grand Prix | Karen Krantzcke Virginia Wade                                 | Patti Hogan Sharon Walsh       | 5:7, 6:4, 6:1  |
| 16.07.  | Austrian Open Kitzbühel, Österreich Non-Tour Event Sandplatz                                | Evonne Goolagong Olga Morosowa                                | Evonne Goolagong Olga Morosowa | Abgesagt       |
| 16.07.  | Marie O. Clarke Invitational Cleveland, Vereinigte Staaten Commercial Union Grand Prix      | Chris Evert                                                   | Linda Tuero                    | 6:0, 6:0       |
| 16.07.  | Marie O. Clarke Invitational Cleveland, Vereinigte Staaten Commercial Union Grand Prix      | Pat Walkden Ilana Kloss                                       | Janice Metcalf Laurie Tenney   | 1:6, 7:6, 6:1  |
| 30.07.  | USLTA Atlantic City Atlantic City, Vereinigte Staaten Commercial Union Grand Prix           | Chris Evert                                                   | Marita Redondo                 | 6:2, 7:5       |
| 30.07.  | USLTA Atlantic City Atlantic City, Vereinigte Staaten Commercial Union Grand Prix           | Chris Evert Marita Redondo                                    | Ilana Kloss Pat Walkden        | 6:4, 6:4       |
| 30.07.  | Virginia Slims of Denver Denver, Vereinigte Staaten Virginia Slims Circuit – 30.000 $       | Billie Jean King                                              | Betty Stöve                    | 6:4, 6:2       |
| 30.07.  | Virginia Slims of Denver Denver, Vereinigte Staaten Virginia Slims Circuit – 30.000 $       | Rosie Casals Billie Jean King                                 | Françoise Dürr Betty Stöve     | 3:2, Aufgabe   |

### August
| Datum 1 | Turnier | Sieger(in)                     | Finalgegner(in)                           | Ergebnis      |
| ------- | --- | ------------------------------ | ----------------------------------------- | ------------- |
| 06.08.  | Commerce Union Classic Nashville, Vereinigte Staaten Virginia Slims Circuit – 30.000 $                           | Margaret Court                 | Billie Jean King                          | 6:3, 4:6, 6:2 |
| 06.08.  | Commerce Union Classic Nashville, Vereinigte Staaten Virginia Slims Circuit – 30.000 $                           | Françoise Dürr Betty Stöve     | Karen Krantzcke Janet Newberry            | 6:4, 6:7, 6:1 |
| 06.08.  | Western Open Championships Cincinnati, Vereinigte Staaten Commercial Union Grand Prix Hartplatz                  | Evonne Goolagong               | Chris Evert                               | 6:2, 7:5      |
| 06.08.  | Western Open Championships Cincinnati, Vereinigte Staaten Commercial Union Grand Prix Hartplatz                  | Ilana Kloss Pat Walkden        | Evonne Goolagong Janet Young              | 7:6, 3:6, 6:2 |
| 13.08.  | Jersey Shore Classic Allaire, Frankreich Virginia Slims Circuit – 30.000 $                                       | Margaret Court                 | Lesley Hunt                               | 4:6, 6:2, 6:3 |
| 13.08.  | Jersey Shore Classic Allaire, Frankreich Virginia Slims Circuit – 30.000 $                                       | Françoise Dürr Betty Stöve     | Julie Anthony Mona Guerrant               | 6:4, 6:4      |
| 13.08.  | U.S. Clay Court Championships Indianapolis, Vereinigte Staaten Commercial Union Grand Prix Sandplatz             | Chris Evert                    | Veronica Burton                           | 6:4, 6:3      |
| 13.08.  | U.S. Clay Court Championships Indianapolis, Vereinigte Staaten Commercial Union Grand Prix Sandplatz             | Patti Hogan Sharon Walsh       | Fiorella Bonicelli María-Isabel Fernández | 6:4, 6:4      |
| 20.08.  | Virginia Slims Grass Court Championships Newport, Vereinigte Staaten Virginia Slims Circuit – 30.000 $ Sandplatz | Margaret Court                 | Julie Heldman                             | 6:3, 6:2      |
| 20.08.  | Virginia Slims Grass Court Championships Newport, Vereinigte Staaten Virginia Slims Circuit – 30.000 $ Sandplatz | Françoise Dürr Betty Stöve     | Janet Newberry Pam Teeguarden             | 6:4, 6:3      |
| 20.08.  | Rothmans Canadian Open Toronto, Kanada Commercial Union Grand Prix Sandplatz                                     | Evonne Goolagong               | Helga Masthoff                            | 7:6, 6:4      |
| 20.08.  | Rothmans Canadian Open Toronto, Kanada Commercial Union Grand Prix Sandplatz                                     | Evonne Goolagong Peggy Michel  | Helga Masthoff Martina Navrátilová        | 6:3, 6:2      |
| 27.08.  | US Open Forest Hills, Vereinigte Staaten Grand Slam - 113.600 $ Rasen                                            | Margaret Court                 | Evonne Goolagong                          | 7:6, 5:7, 6:2 |
| 27.08.  | US Open Forest Hills, Vereinigte Staaten Grand Slam - 113.600 $ Rasen                                            | Margaret Court Virginia Wade   | Rosie Casals Billie Jean King             | 3:6, 6:3, 7:5 |
| 27.08.  | US Open Forest Hills, Vereinigte Staaten Grand Slam - 113.600 $ Rasen                                            | Billie Jean King Owen Davidson | Margaret Court Marty Riessen              | 6:3, 3:6, 7:6 |

### September
| Datum 1 | Turnier                                                                                         | Siegerin                      | Finalgegnerin                   | Ergebnis      |
| ------- | ----------------------------------------------------------------------------------------------- | ----------------------------- | ------------------------------- | ------------- |
| 10.09.  | Four Roses Classic Charlotte, Vereinigte Staaten Commercial Union Grand Prix Sandplatz          | Evonne Goolagong              | Eugenia Birioukovs              | 6:2, 6:0      |
| 10.09.  | Four Roses Classic Charlotte, Vereinigte Staaten Commercial Union Grand Prix Sandplatz          | Evonne Goolagong Janet Young  | Ilana Kloss Martina Navrátilová | 6:2, 6:0      |
| 10.09.  | Virginia Slims of St. Louis Saint Louis, Vereinigte Staaten Virginia Slims Circuit – 30.000 $   | Rosie Casals                  | Karen Krantzcke                 | 6:4, 6:7, 6:0 |
| 10.09.  | Virginia Slims of St. Louis Saint Louis, Vereinigte Staaten Virginia Slims Circuit – 30.000 $   | Karen Krantzcke Mona Schallau | Betty Stöve Pam Teeguarden      | 6:4, 7:6      |
| 10.09.  | World Invitational Sea Pines Hilton Head Island, Vereinigte Staaten Non-Tour Event              | Margaret Court                | Chris Evert                     | kampflos      |
| 17.09.  | Virginia Slims of Houston Houston, Vereinigte Staaten Virginia Slims Circuit – 30.000 $ Teppich | Françoise Dürr                | Rosie Casals                    | 6:4, 1:6, 6:4 |
| 17.09.  | Virginia Slims of Houston Houston, Vereinigte Staaten Virginia Slims Circuit – 30.000 $ Teppich | Mona Guerrant Pam Teeguarden  | Françoise Dürr Betty Stöve      | 6:3, 5:7, 6:4 |
| 24.09.  | Virginia Slims of Columbus Columbus, Vereinigte Staaten Virginia Slims Circuit – 30.000 $       | Chris Evert                   | Margaret Court                  | kampflos      |
| 24.09.  | Virginia Slims of Columbus Columbus, Vereinigte Staaten Virginia Slims Circuit – 30.000 $       | Françoise Dürr Betty Stöve    | Mona Schallau Pam Teeguarden    | 7:5, 7:5      |

### Oktober
| Datum 1 | Turnier                                                                                           | Siegerin                          | Finalgegnerin                 | Ergebnis      |
| ------- | ------------------------------------------------------------------------------------------------- | --------------------------------- | ----------------------------- | ------------- |
| 01.10.  | Virginia Slims of Phoenix Phoenix, Vereinigte Staaten Virginia Slims Circuit – 40.000 $ Hartplatz | Billie Jean King                  | Nancy Gunter                  | 6:1, 6:3      |
| 01.10.  | Virginia Slims of Phoenix Phoenix, Vereinigte Staaten Virginia Slims Circuit – 40.000 $ Hartplatz | Kerry Harris Kerry Melville       | Rosie Casals Billie Jean King | 6:4, 6:4      |
| 15.10.  | Virginia Slims Championships Boca Raton, Vereinigte Staaten Masters - 100.000 $ Sandplatz         | Chris Evert                       | Nancy Gunter                  | 6:3, 6:3      |
| 15.10.  | Virginia Slims Championships Boca Raton, Vereinigte Staaten Masters - 100.000 $ Sandplatz         | Rosie Casals Margaret Smith Court | Françoise Dürr Betty Stöve    | 6:2, 6:4      |
| 22.10.  | Dewar Circuit Aberavon Averavon, Großbritannien Non-Tour Event                                    | Virginia Wade                     | Julie Heldman                 | 6:3, 6:1      |
| 22.10.  | Dewar Circuit Aberavon Averavon, Großbritannien Non-Tour Event                                    | Marita Redondo Virginia Wade      | Julie Heldman Ann Kiyomura    | 4:6, 6:3, 7:6 |
| 22.10.  | Virginia Slims of Hawaii Hawaii, Vereinigte Staaten Virginia Slims Circuit – 30.000 $             | Billie Jean King                  | Helen Gourlay                 | 6:1, 6:1      |
| 22.10.  | Virginia Slims of Hawaii Hawaii, Vereinigte Staaten Virginia Slims Circuit – 30.000 $             | Kerry Harris Kerry Melville       | Helen Gourlay Karen Krantzcke | 6:3, 3:6, 6:3 |
| 29.10.  | Dewar Circuit Edinburgh Edinburgh, Großbritannien Non-Tour Event Sandplatz                        | Virginia Wade                     | Julie Heldman                 | 6:4, 3:6, 6:1 |
| 29.10.  | Dewar Circuit Edinburgh Edinburgh, Großbritannien Non-Tour Event Sandplatz                        | Marita Redondo Virginia Wade      | Julie Heldman Ann Kiyomura    | 6:1, 2:6, 6:4 |

### November
| Datum 1 | Turnier                                                                | Siegerin                     | Finalgegnerin             | Ergebnis      |
| ------- | ---------------------------------------------------------------------- | ---------------------------- | ------------------------- | ------------- |
| 05.11.  | Dewar Circuit Billingham Billingham, Großbritannien Non-Tour Event     | Virginia Wade                | Nathalie Fuchs            | 6:0, 6:2      |
| 05.11.  | Dewar Circuit Billingham Billingham, Großbritannien Non-Tour Event     | Marita Redondo Virginia Wade | Glynis Coles Sharon Walsh | 6:7, 6:3, 6:2 |
| 12.11.  | Dewar Cup Final London, Großbritannien Non-Tour Event                  | Virginia Wade                | Julie Heldman             | 6:2, 3:6, 7:5 |
| 12.11.  | Fred Perry Japan Open Tokio, Japan Non-Tour Event Teppich              | Evonne Goolagong             | Helga Masthoff            | 6:3, 6:4      |
| 19.11.  | South African Open Johannesburg, Südafrika Commercial Union Grand Prix | Chris Evert                  | Evonne Goolagong          | 6:3, 6:3      |
| 19.11.  | South African Open Johannesburg, Südafrika Commercial Union Grand Prix | Delina Boshoff Ilana Kloss   | Chris Evert Virginia Wade | 7:6, 2:6, 6:1 |
| 19.11.  | Tokyo Gunze Classic Tokio, Japan Non-Tour Event                        | Billie Jean King             | Nancy Richey              | 6:4, 6:4      |